# Portão Monástico em Toruń

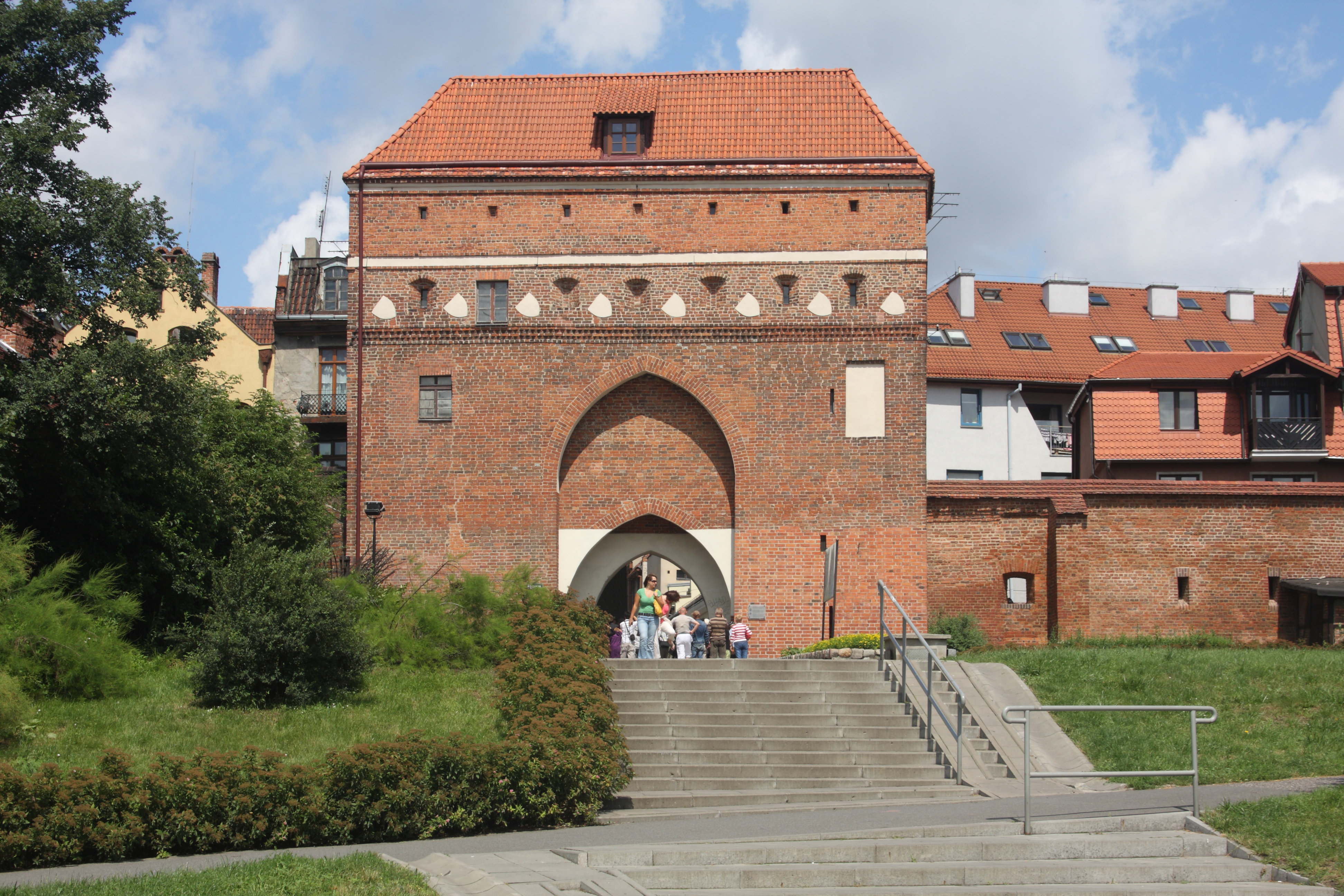
Portão Monástico

Portão Monástico em Toruń também Portão do Espírito Santo ou Portão de Solteira – uma das três portões do Toruń Mediaval que sobreviveram até hoje.

## Localização
Portão fica na parte Sul do complexo da Cidade Velha, da rua Espírito Santo 2a, no oriente da Torre Torcida.

## História
Portão foi emergido no estilo do gótico flamengo, que se caracteriza da construção maciça. Por causa de seu chaparro, Portão Monástico corresponde com o outro, já não existente, portão da Cidade Velha - Portão Paulino. O fim da construção do Portão e datado pela primeira metade do século XIV. Desenvolvimento da técnica militar, sobretudo espalhamento da arma de fogo, exigiu aumentação do portão que foi feita em cerca de 1420.
No nicho da forma de arco quebrado, que ficava ao lado exterior de portão, foi localizado rastrilho baixado. Outro obstáculo foi tão chamado kaszownik, um buraco que ficava no tecto do arco de portão, de qual defensores derramaram a agressor entre outros grão quente ou óleo. Outro elemento do portão foi o portão principal que, consoante com a necessidade, podia estar fomentado com traves adicionais do lado da cidade. Estas traves podiam estar imobilizadas através do bloqueio nos buracos especialmente preparados na muralha do portão.
No século XIX, privado das funções defensivas, o portão foi reconstruída e desde disto suas câmaras serviram como celas residenciais.
O nome do portão provém do monástico das monjas beneditinas que fica fora da muralha da cidade e no qual foi fundado hospital e a igreja do Espírito Santo que existiu até século XVII. O nome do portão e toda rua Espírito Santo tem origem de já não existente igreja. A proveniência do nome da rua liga-se muitas vezes com a contemporânea igreja do mesmo nome que fica no outro lado da mesma rua construído em 1756 como igreja luterana de Cruz Santa.
Desde de Outubro de 1943 abaixo do Portão fica um abrigo antiaéreo para 100 pessoas (construído provavelmente por trabalhadores de porto ou companhia de gás), agora aberto para visita.

## Galeria

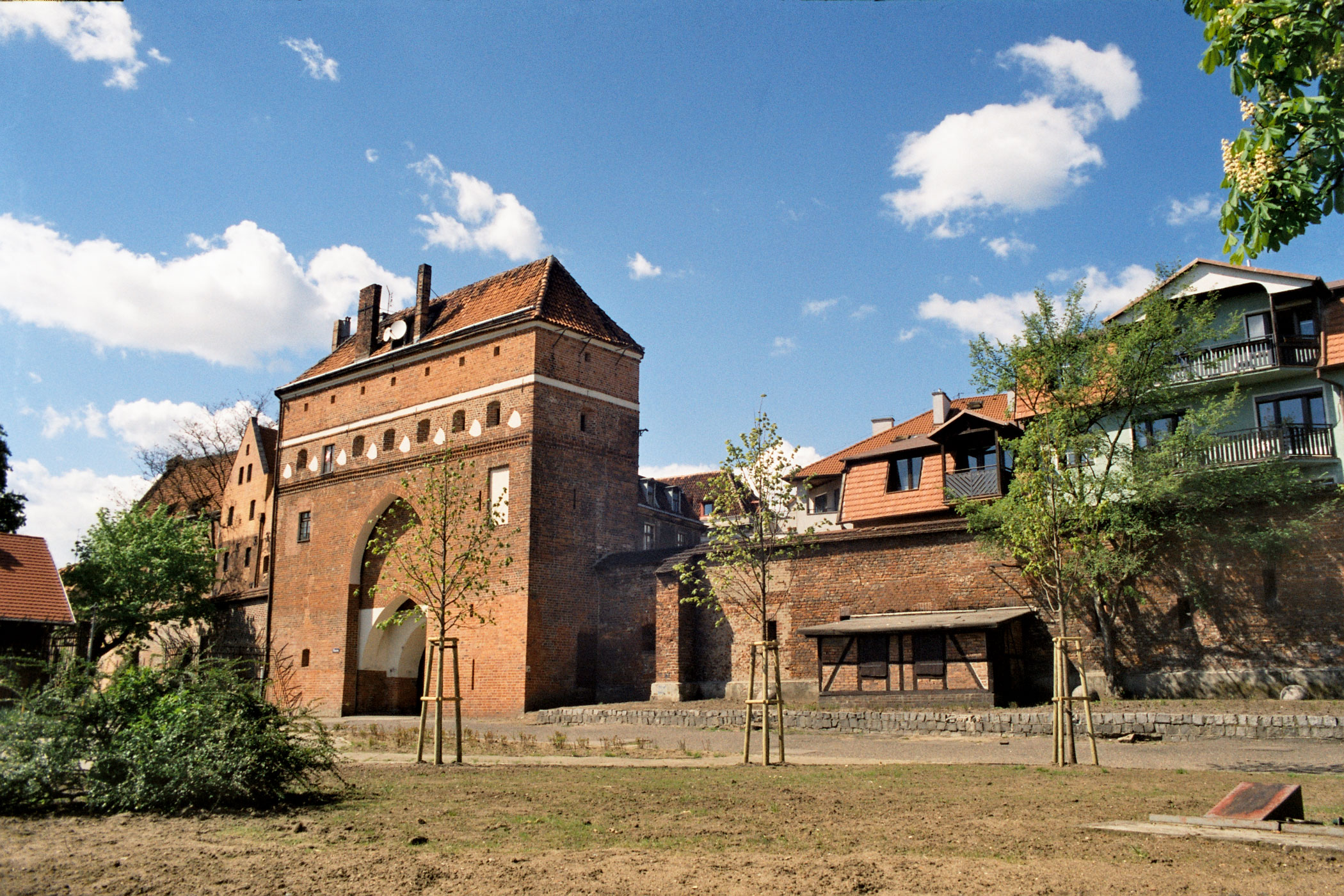
2005
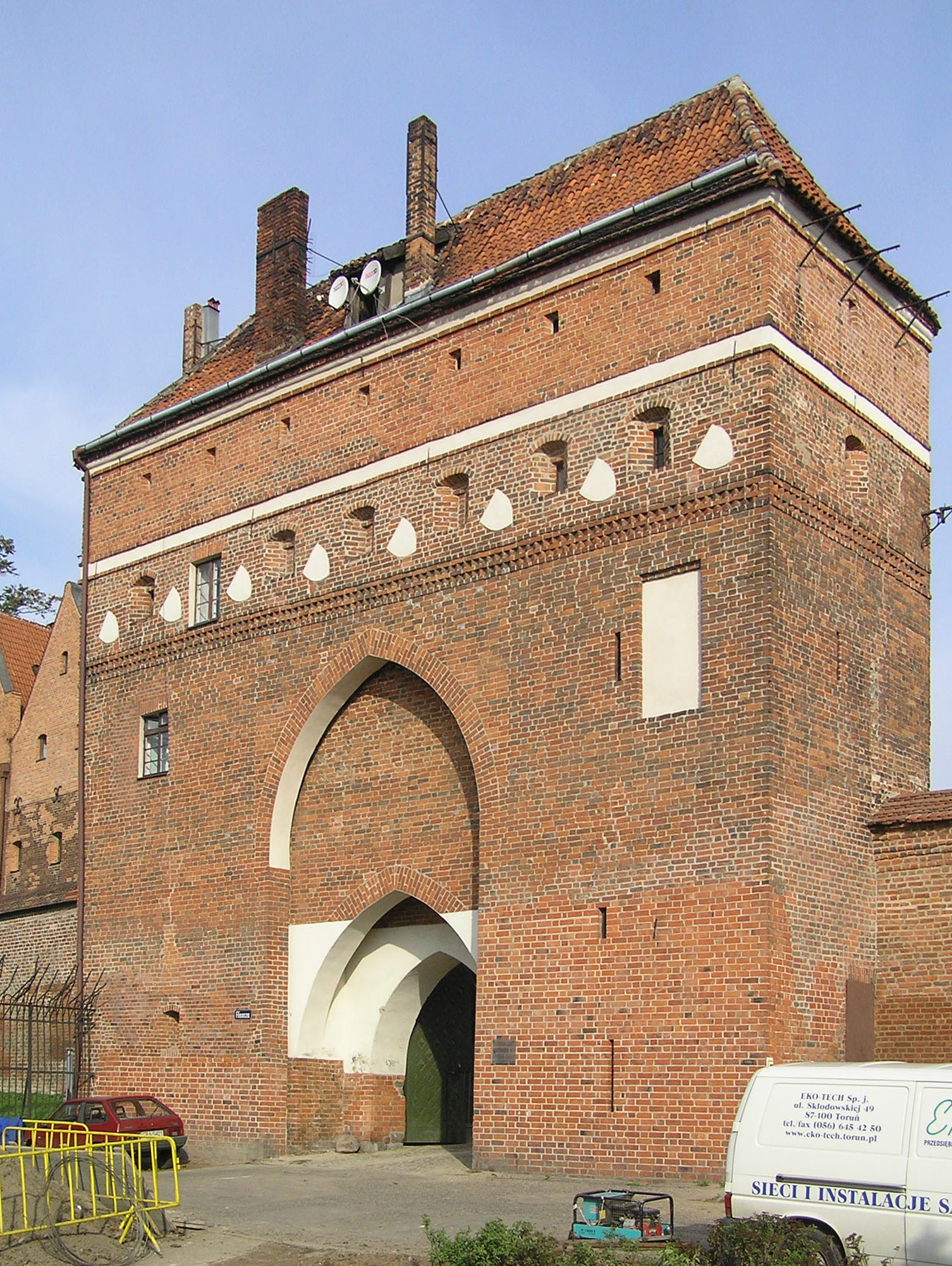
2006
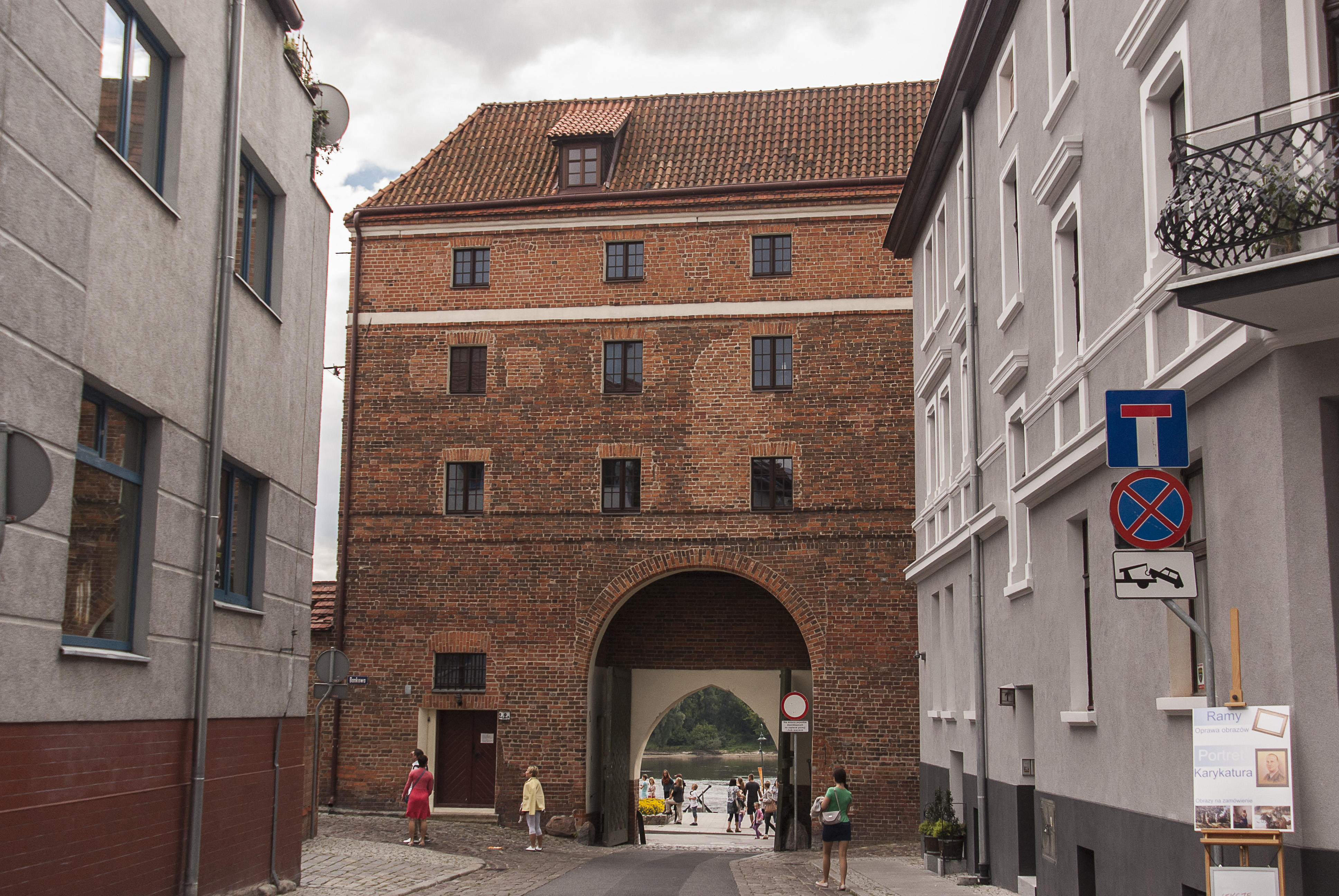
2012
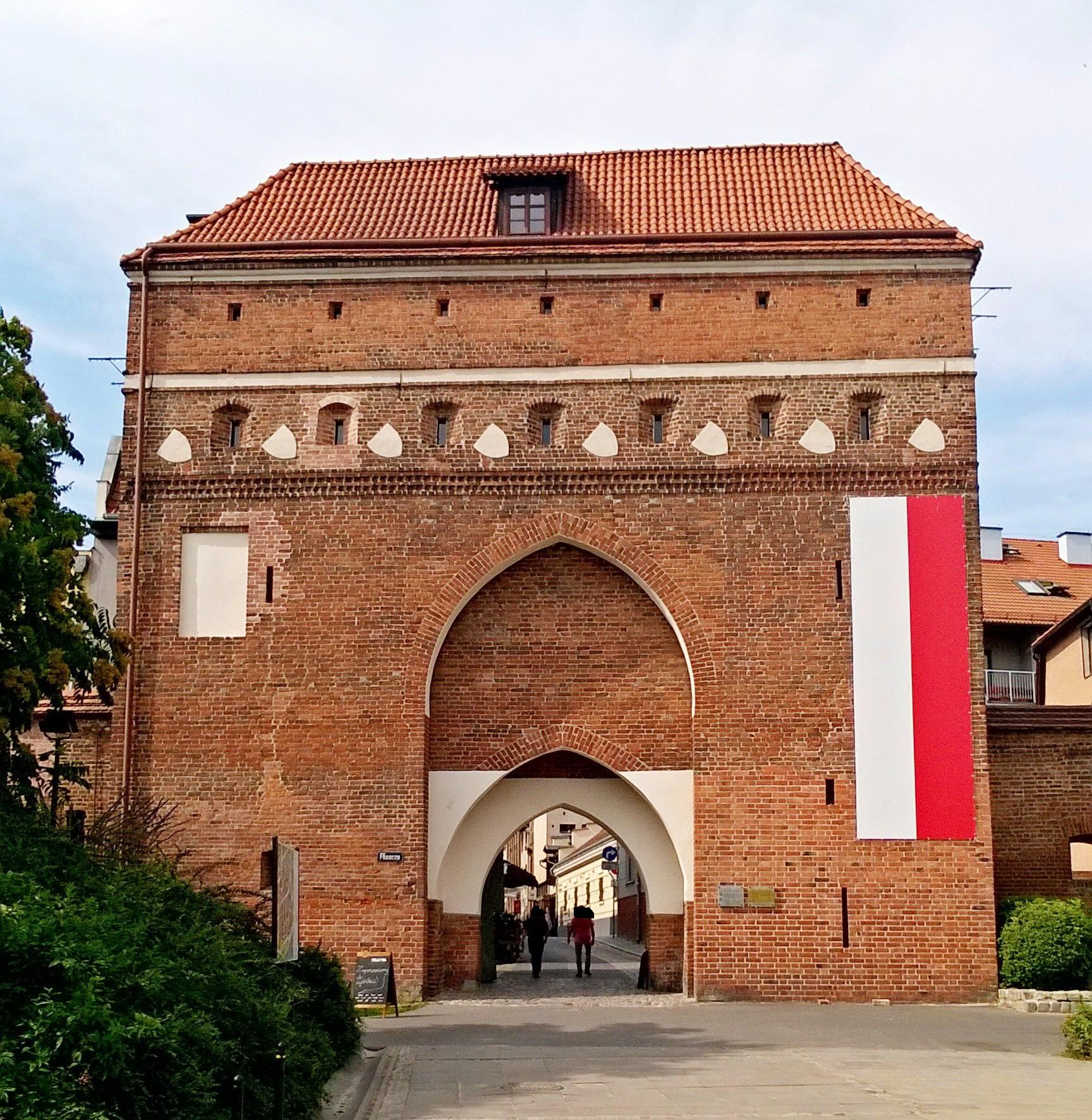
2018
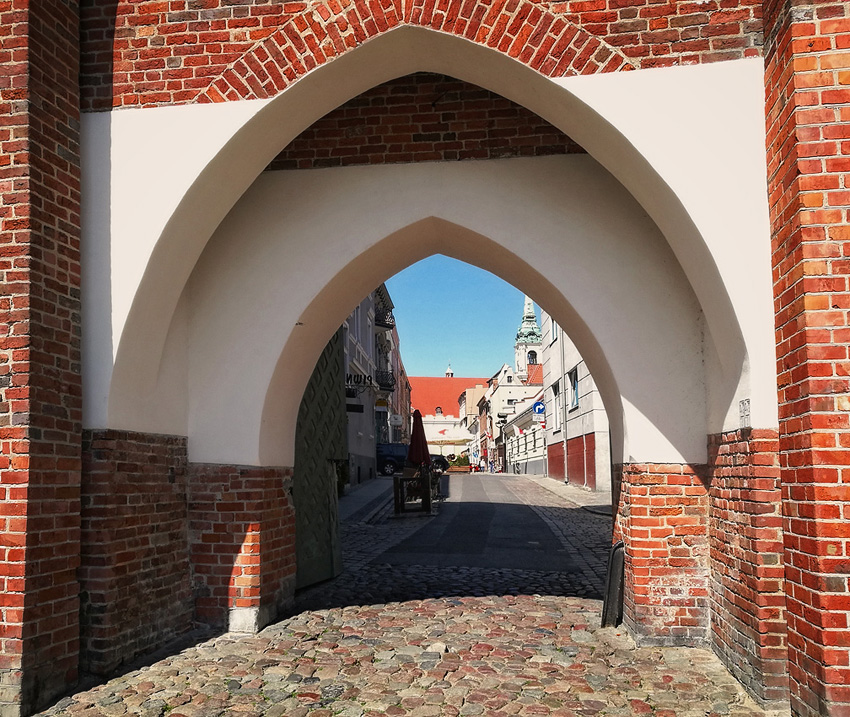
2018